# Luis Adrián Martínez
Luis Adrián Martínez Olivo (San Félix, Venezuela, 14 de julio de 1993) es un futbolista venezolano que juega como defensa en la Universidad Central de Venezuela de la Primera División de Venezuela.

## Selección nacional
Fue convocado por primera vez para participar con la Selección de Venezuela absoluta en la Copa América 2021. Debutó como titular en la derrota 3:0 frente a la Selección de Brasil. Disputó otros dos partidos como titular frente a las selecciones de Colombia y Ecuador. 
El defensor central es conocido por ser expulsado ante Argentina, en el partido de la novena fecha de las Eliminatorias Sudamericanas, rumbo al Mundial de Catar 2022, tras hacerle una dura entrada a Lionel Messi. 
Recientemente fue convocado por el nuevo técnico de la selección de Venezuela, José Pekerman para afrontar las fechas 15 y 16 de la Clasificación de Conmebol para la Copa Mundial de Fútbol

### Participaciones en Copas América
| Torneo            | Sede   | Resultado    | Partidos | Goles | Asist. |
| ----------------- | ------ | ------------ | -------- | ----- | ------ |
| Copa América 2021 | Brasil | Primera Fase | 3        | 0     | 0      |

## Clubes
| Club                             | País           | Año           |
| -------------------------------- | -------------- | ------------- |
| Mineros de Guayana "B"           | Venezuela      | 2015          |
| Lala                             | Venezuela      | 2016          |
| Metropolitanos                   | Venezuela      | 2017-2018     |
| Chicó de Guayana                 | Venezuela      | 2018          |
| Metropolitanos                   | Venezuela      | 2018-2020     |
| Mineros de Guayana               | Venezuela      | 2020-2021     |
| Deportivo La Guaira              | Venezuela      | 2021          |
| Always Ready                     | Bolivia        | 2022          |
| Al-Tai                           | Arabia Saudita | 2022-2023     |
| Universidad Central de Venezuela | Venezuela      | 2024-presente |